# Igreja de São José Artesão

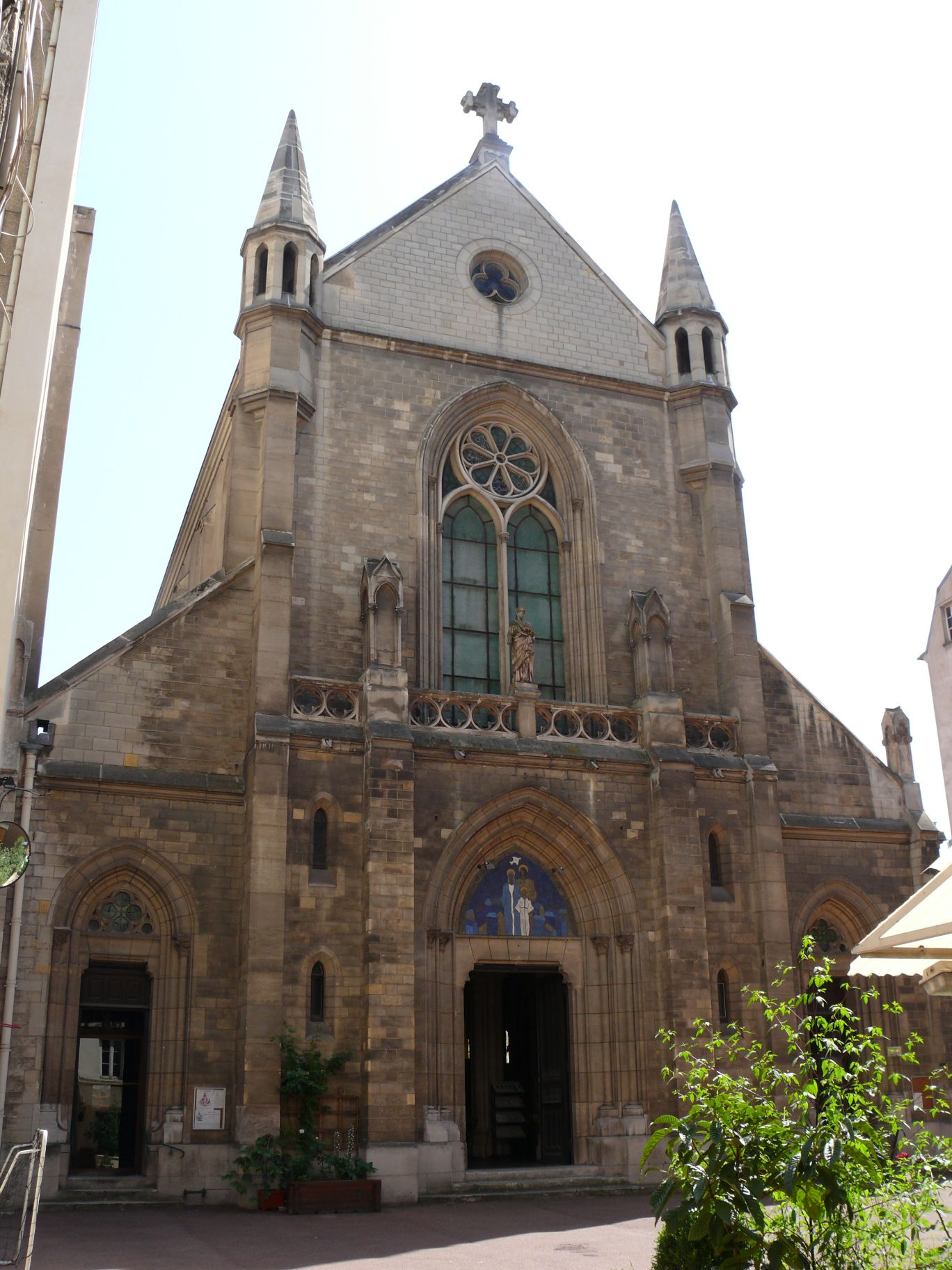
Igreja de São José Artesão

A Igreja de São José Artesão (em francês Église Saint-Joseph-Artisan), localiza-se na Rua La Fayette, no 10º arrondissement, em Paris, em França.
A igreja foi construída no final do século XIX e início do século XX em estilo Neogótico.